# イスラム共和制
イスラム共和制（イスラムきょうわせい、英: Islamic Republic、阿: جمهورية إسلامية）とは、近代から現代にかけての中東およびアフリカのイスラム圏に広がる、共和制を布くイスラム国家の政治体制である。

## 概要
君主ではなく、人民が選出した代表が統治を行う共和制という概念を基調とするが、国法がイスラームの教えに基づく、もしくはシャリーア（イスラーム法）そのものを法として扱うなど、政治にイスラーム文化や思想が深く根付いた体制のことを指す。
宗教的な非寛容さに基づく、信教の自由や表現の自由の制限、非ムスリムへの差別、女性への人権侵害、性的少数者への迫害などが見られるとする批判もある。

## 国号にイスラム共和国を掲げる国家とその政体
- イラン・イスラム共和国 - イスラム共和制（イランにおけるそれはホメイニーの「法学者による統治論（ペルシア語版、英語版）」理論[1][2]に基づく、イスラム法学者が政治をも監督するイラン独自の政治体制であり、他国の国号以上の意味を含んで独自の政体をあらわすために用いられることがある）
- パキスタン・イスラム共和国 - 議院内閣制
- モーリタニア・イスラム共和国 - 大統領制

最初にイスラム共和国を国号に使用したのはパキスタン・イスラム共和国であり、その次にモーリタニア・イスラム共和国が国号に「イスラム共和国」を使用した。以前の日本では、イスラム教を意味する「回教」を用いて「回教共和国」という表記もみられた。
このほか、アフガニスタンはアフガニスタン・イスラム共和国を国号としていた。ガンビア共和国は一時期、ガンビア・イスラム共和国を国号としていた。

### イラン・イスラム共和国の場合
イランでは、クルアーン（コーラン）の教えなどから人間の心身に悪影響を与えるとして、ポルノとアルコール類を禁止している。